# Heiliggeist-Hospital (Quedlinburg)

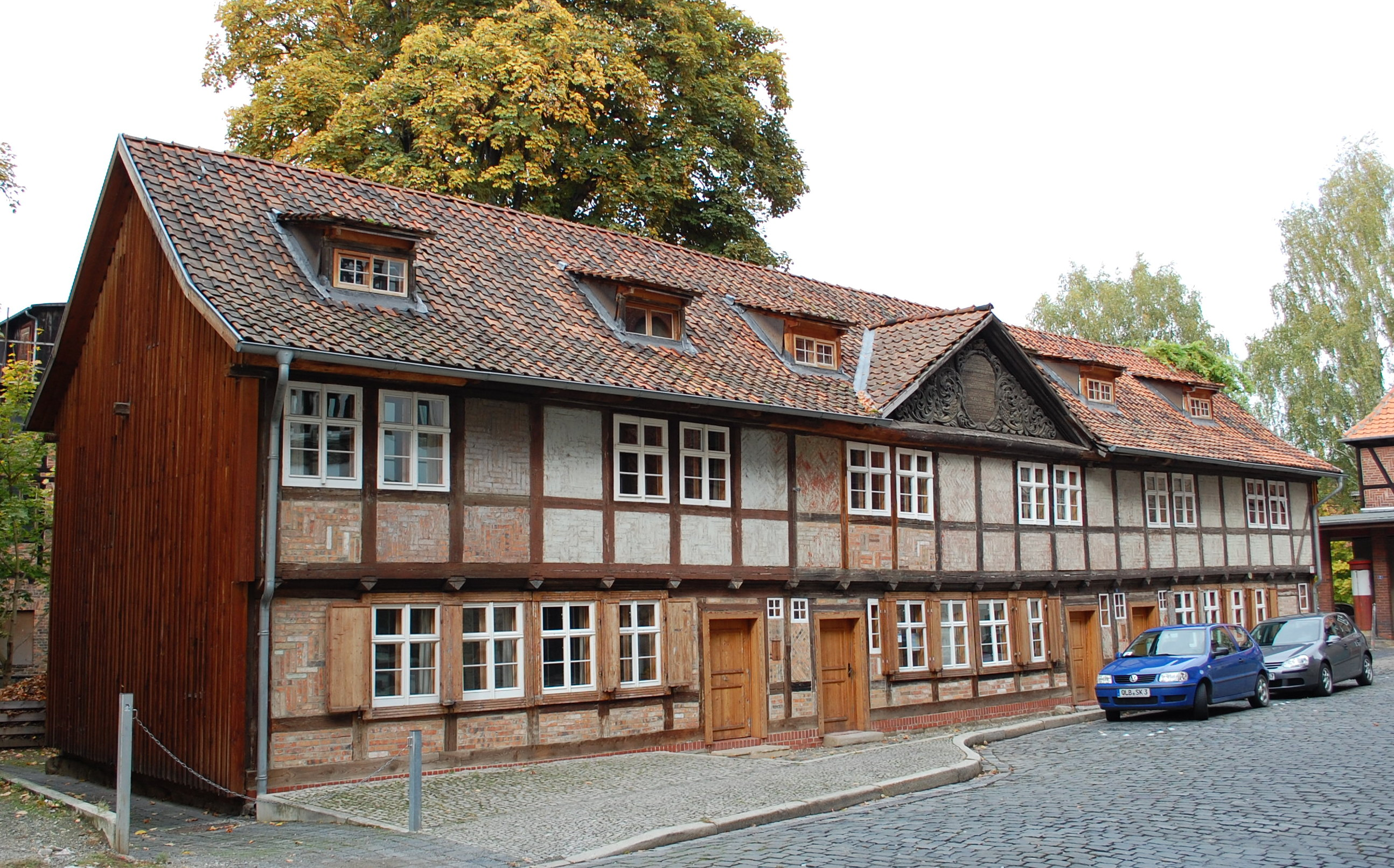
Heiliggeist-Hospital

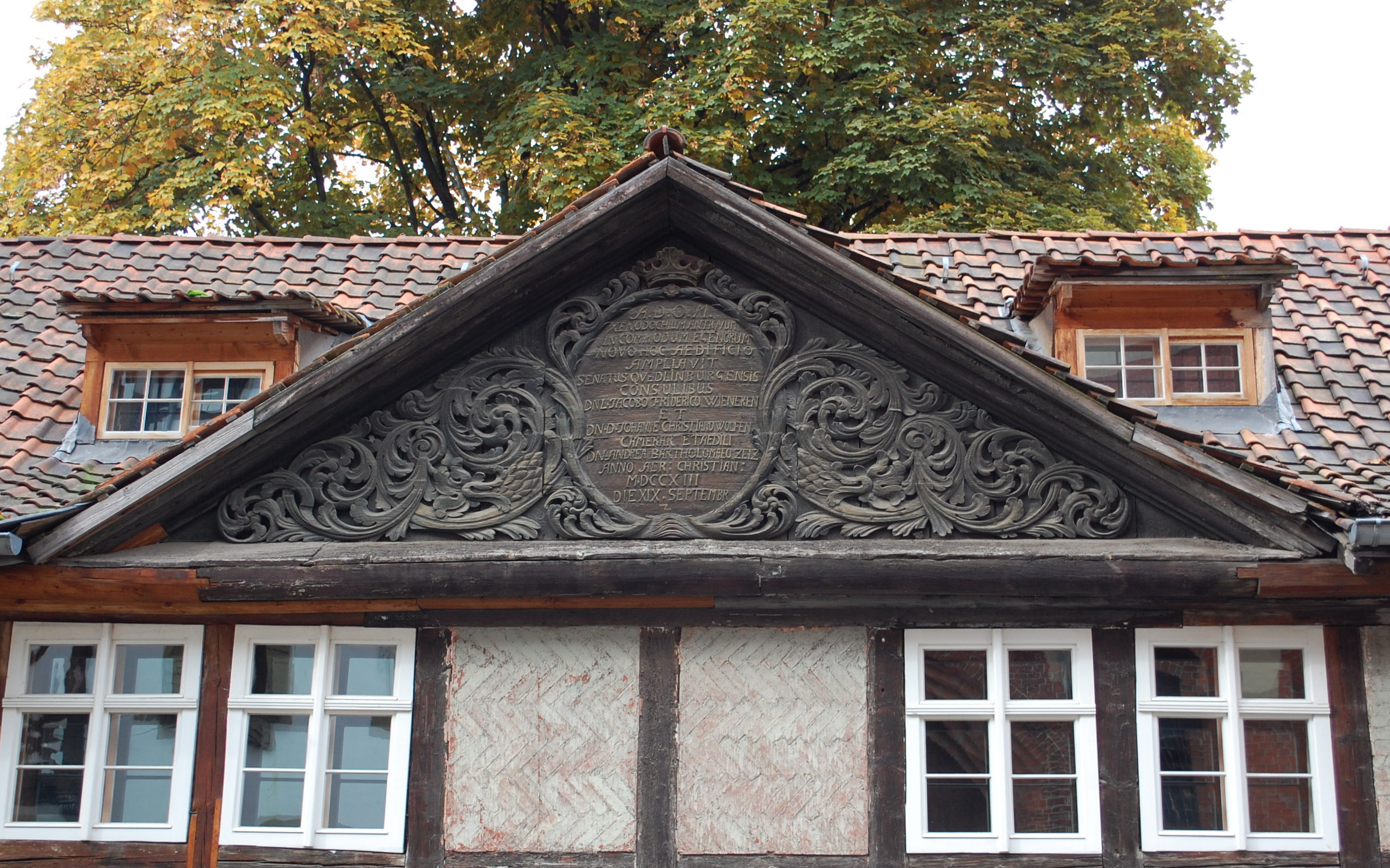
Giebel

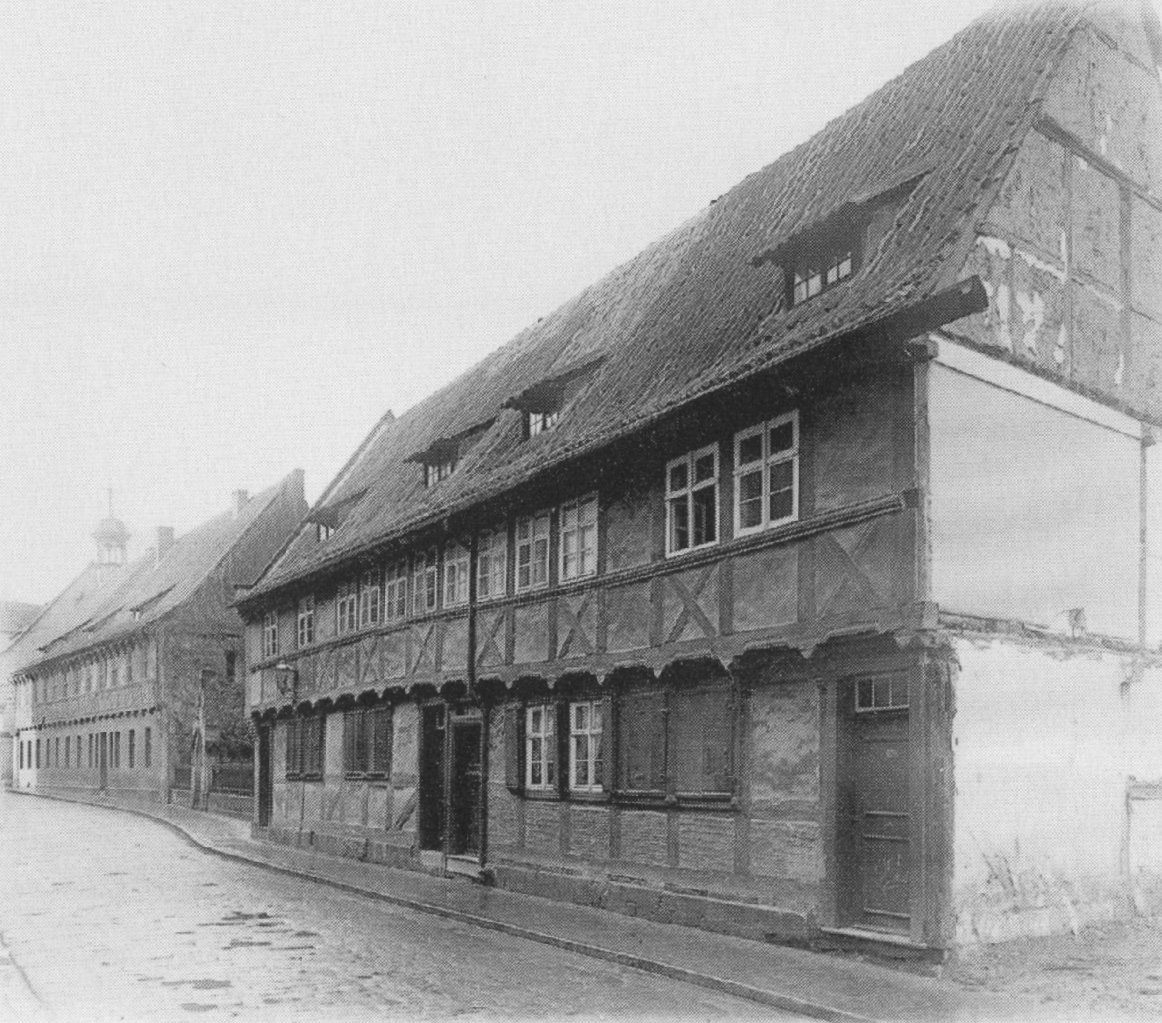
Später abgerissene Häuser des Hospitals an der Heiliggeiststraße um 1900

Das Heiliggeist-Hospital ist ein denkmalgeschütztes Gebäude in der Stadt Quedlinburg in Sachsen-Anhalt.

## Lage
Das Gebäude befindet sich südlich der historischen Quedlinburger Innenstadt an der Westseite der Straße Am Hospital und trägt die Hausnummer 1. Es ist im Quedlinburger Denkmalverzeichnis als Hospital eingetragen. Westlich des Hauses verläuft der Stiefelgraben.

## Architektur und Geschichte
Bereits im Mittelalter, wohl kurz nach dem Bau der benachbarten Steinbrücke, bestand ein Siechenhaus. Aus dem Jahr 1233 stammt die erste urkundliche Erwähnung des Hospitals, das sich damals noch vor den Toren der Stadt befand. 1676 wurde das Heiliggeist-Hospital bei einem Stadtbrand zerstört und über einen längeren Zeitraum ab 1678 wiederaufgebaut. Es nahm die nördliche Seite der Heiliggeiststraße ein.
Durch eine Stiftung des Stadtrates Jacob Friedrich Wienek und des Kämmerers Johann Christian Wolf im Jahre 1713 entstand das heute noch erhaltene langgestreckte Fachwerkgebäude entlang der Straße Am Hospital. Das Bauwerk besteht unter einem Dach aus sechs kleinen Häusern. Das niedrige Gebäude hat eine symmetrisch gestaltete Fassade. Verzierungen sind Pyramidenbalkenköpfe und Zierausmauerung, für das Barock typische Elemente. Besonders bemerkenswert ist die von Akanthuslaub umkränzte Inschriftenkartusche im zentralen straßenseitigen Giebel.
Um 1903 wurden große Teile des ehemaligen Hospitals abgerissen. Das Grundstück war bereits 1902 verkauft und das Hospital in die Süderstadt verlegt worden. Zum Hospital gehörte auch die Heiliggeist-Kapelle. Ihr aus dem Jahr 1678 stammender geschnitzter Altar und die Kanzel kamen in die Sankt-Georg-Kirche nach Arneburg. Auf dem Gelände des Hospitals entstanden Geschäftshäuser. Erhalten blieb der Bau von 1713. Ende der 1990er Jahre wurde das Gebäude saniert.